# Samir Nabi
Samir Nabi (Birmingham, 16 dicembre 1996) è un calciatore pakistano con cittadinanza britannica, centrocampista svincolato.

## Biografia
È fratello di Adil e Rahis, anche loro calciatori.

## Carriera

### Club
Nato in Inghilterra, ha iniziato la sua carriera calcistica in questo Paese, giocando nelle giovanili del West Bromwich. Nel 2016 è stato tesserato dai Delhi Dynamos, club della massima serie indiana, con cui non ha comunque mai giocato partite di campionato; successivamente nella stagione 2016-2017 ha esordito tra i professionisti giocando una partita nella quarta divisione inglese con il Carlisle Utd. Ha poi proseguito la carriera nelle serie minori inglesi.

### Nazionale
Nel 2019 ha giocato due partite con la nazionale pakistana, entrambe valevoli per le qualificazioni ai Mondiali del 2022.

## Statistiche

### Cronologia presenze e reti in nazionale
| Cronologia completa delle presenze e delle reti in nazionale ― Pakistan | Cronologia completa delle presenze e delle reti in nazionale ― Pakistan | Cronologia completa delle presenze e delle reti in nazionale ― Pakistan | Cronologia completa delle presenze e delle reti in nazionale ― Pakistan | Cronologia completa delle presenze e delle reti in nazionale ― Pakistan | Cronologia completa delle presenze e delle reti in nazionale ― Pakistan | Cronologia completa delle presenze e delle reti in nazionale ― Pakistan | Cronologia completa delle presenze e delle reti in nazionale ― Pakistan |
| Data                                                                    | Città                                                                   | In casa                                                                 | Risultato                                                               | Ospiti                                                                  | Competizione                                                            | Reti                                                                    | Note                                                                    |
| ----------------------------------------------------------------------- | ----------------------------------------------------------------------- | ----------------------------------------------------------------------- | ----------------------------------------------------------------------- | ----------------------------------------------------------------------- | ----------------------------------------------------------------------- | ----------------------------------------------------------------------- | ----------------------------------------------------------------------- |
| 6-6-2019                                                                | Phnom Penh                                                              | Cambogia                                                                | 2 – 0                                                                   | Pakistan                                                                | Qual. Mondiali 2022                                                     | -                                                                       |                                                                         |
| 11-6-2019                                                               | Doha                                                                    | Pakistan                                                                | 1 – 2                                                                   | Cambogia                                                                | Qual. Mondiali 2022                                                     | -                                                                       |                                                                         |
| Totale                                                                  |                                                                         | Presenze                                                                | 2                                                                       |                                                                         | Reti                                                                    | 0                                                                       |                                                                         |